# Bochumer Hütte
Die Bochumer Hütte, auch Kelchalm beziehungsweise Kelchalpe genannt, ist eine Alpenvereinshütte der Sektion Bochum des Deutschen Alpenvereins, auf einer Höhe von 1432 m ü. A. in den Kitzbüheler Alpen, Tirol, Österreich. Die Hütte ist bewirtschaftet und verfügt über Schlafmöglichkeiten.

## Geschichte
Die Hütte wurde im Jahr 1832 als Knappenhaus des Kupferbergbaus errichtet. Nach der Einstellung des Bergbaus 1926 mietete die Sektion Kitzbühel des Deutschen und Österreichischen Alpenvereins (DuOeAV) das Haus an und weihte es 1928 als Alpenvereinshütte ein. 1939 wurde die Vereinshütte von der Sektion Magdeburg des Deutschen Alpenvereins (DAV) erworben. Nach dem Zweiten Weltkrieg wurde die Sektion Magdeburg enteignet und die Verwaltung der Hütte übernahm die Sektion Kitzbühel des Österreichischen Alpenvereins (ÖAV). Am 30. März 1964 übernahm die Sektion Bochum des DAV die Alpenvereinshütte und die Kelchalm bekam den Namen „Bochumer Hütte“.

### Prähistorische Funde
Ende des 19. Jahrhunderts entdeckte der Prähistoriker Matthäus Much Spuren eines bronzezeitlichen Kupferbergbaus im Bereich der Kelchalpe. Bei nachfolgenden Grabungen in den 1930er bis 1950er Jahren wurden weitere Funde sichergestellt, die im Stadtmuseum von Kitzbühel ausgestellt sind.

## Aufstiege
- Aurach bei Kitzbühel; Gehzeit: 1,5 Stunden

## Übergänge
Von der Bochumer Hütte sind Übergänge zur Hochwildalmhütte (4 Stunden) und weiter zum Wildseeloderhaus (8 Stunden) sowie zur Bürglhütte (4 Stunden) und zur Erich-Sulke-Hütte (5,5 Stunden) möglich.

## Gipfeltouren
- Laubkogel (1760 m); Gehzeit: 1 Stunde
- Rauber (1973 m); Gehzeit: 1,5 Stunden
- Gamshag (2178 m); Gehzeit: 2 Stunden
- Teufelssprung (2168 m); Gehzeit: 3 Stunden
- Tristkogel (2095 m); Gehzeit: 2 Stunden
- Staffkogel (2115 m); Gehzeit: 3 Stunden
- Geißstein (2363 m); Gehzeit: 4 Stunden